# Eugène Jolas
Pour les articles homonymes, voir Jolas.
John George Eugène Jolas est un écrivain, traducteur et critique littéraire américain né le 26 octobre 1894 à Union Hill dans le New Jersey et mort le 26 mai 1952 à Paris. 

## Biographie
John George Eugène Jolas est né à Union Hill, dans le New Jersey (ce qui est aujourd'hui Union City). Ses parents, Eugène Pierre Jolas et Christine (née Ambach) ont immigré aux États-Unis depuis la Lorraine plusieurs années auparavant. En 1897, la famille retourne à Forbach, alors en Alsace-Lorraine allemande depuis la guerre de 1870, où Jolas grandit
En 1909, il part de lui-même à New York, où il apprend l'anglais en étant scolarisé en cours du soir à la DeWitt Clinton Evening High School et gagne modestement sa vie comme livreur.
Après son lycée, Jolas travailla à Pittsburgh comme journaliste pour le journal de langue allemande Volksblatt und Freiheits-Freund (en) et le journal de langue anglophone Pittsburgh Sun (en).
En 1925, il travaille pour l'édition européenne du Chicago Tribune à Paris, d'abord au bureau de nuit puis comme reporter. Finalement, David Darrah pousse Jolas à prendre la page littéraire du Tribune en remplacement de Ford Madox Ford. Il le fit et écrivit alors la colonne hebdomadaire "Rambles through Literary Paris." Son travail lui permit de rencontrer alors la plupart des écrivains célèbres ou émergents à Paris, français ou expatriés. Ces connexions lui serviront lors de son futur travail éditorial.
En 1927, il fonde avec sa femme Maria McDonald et Elliot Paul (en), le magazine littéraire Transition dans lequel figurent en dix années des grands noms de la littérature, de la peinture et de la musique de l'entre-deux-guerres, notamment James Joyce : son Finnegans Wake y parut intégralement en feuilleton sous le titre « work in progress ».
Sa fille aînée Betsy Jolas, née le 5 août 1926 est compositrice de musique. Son autre fille, Tina Jolas (1929-1999) est une ethnologue de formation et une traductrice qui fut l'épouse du poète André du Bouchet puis la compagne de René Char, pendant plus de trente ans.
Le couple Jolas vécut de 1927 à 1929 en Champagne, locataire à Colombey-les-Deux-Églises de la la Boisserie quelques années avant que la gentilhommière ne soit revendue au colonel Charles de Gaulle.

## Écrits
- An essay on James Joyce in Our Exagmination Round His Factification for Incamination of Work in Progress (en) (1929), a collection on Joyce that also included contributions from Samuel Beckett, Stuart Gilbert, Robert McAlmon, William Carlos Williams.
- Cinema : Poems. Introduction : Sherwood Anderson. Adelphi, New York 1926
- Anthologie de la nouvelle poésie américaine. Kra, Paris 1928.
- Le Nègre qui chante. Éditions des Cahiers libres, Paris 1928
- Secession in Astropolis. Black Sun Press, Paris 1929.
- Hypnolog des Scheltenauges. Éditions Vertigral, Paris 1932
- The Language of Night. The Servire Press, Den Haag 1932
- Motsdéluge, hypnologues. Éditions des Cahiers libre, Paris 1933
- I Have Seen Monsters and Angels. Transition Press, Paris 1938
- Planets and Angels. Cornell College chapbooks, Mount Vernon, Iowa 1940.
- Words from the Deluge. Erhältlich bei Gotham Book Mart, New York 1941.
- Wanderpoem: Angelic Mythamorphosis of the City of London. Transition Press, Paris 1946.
- Chemins du monde: I. Fin de l'ère coloniale? II. Peuples et évolution. Éditions de Clermont, Paris 1948.

Posthume
- Andreas Kramer, Rainer Rumold, Eugène Jolas: Man from Babel. Yale University Press, New Haven 1998. Autobiographie.
- Eugène Jolas : Frontier poem, Chérence, 2002 (gravures de Claire Illouz)[6].
- Eugène Jolas : Asraquénalitodosa, Sergent-Fulbert (Jean-Jacques Sergent), Cléry-Saint-André, 2007 (tirage limité, avec un bois de Claire Illouz)[7]
- Klaus H. Kiefer, Rainer Rumold : Eugene Jolas: Critical Writings, 1924-1951. Northwestern University Press, Evanston, Ill., 2009.
- Eugène Jolas : Le sujobjet à 15 heures, 2009, Cléry, Jean-Jacques Sergent (gravures de Claire Illouz)[8].